# Erdaojiang
Erdaojiang léase Erdáo-Chiáng (en chino:二道江区, pinyin:Èrdàojiāng qū, lit: río dos caminos) es un distrito urbano bajo la administración directa de la ciudad-prefectura de Tonghua. Se ubica en la provincia de Jilin , noreste de la República Popular China . Su área es de 372 km² y su población total para 2010 fue de +100 mil habitantes.

## Administración
El distrito de Erdaojiang se divide en 6 pueblos que se administran en 2 subdistritos, 3 poblados y 1 villas.